# Monzonit

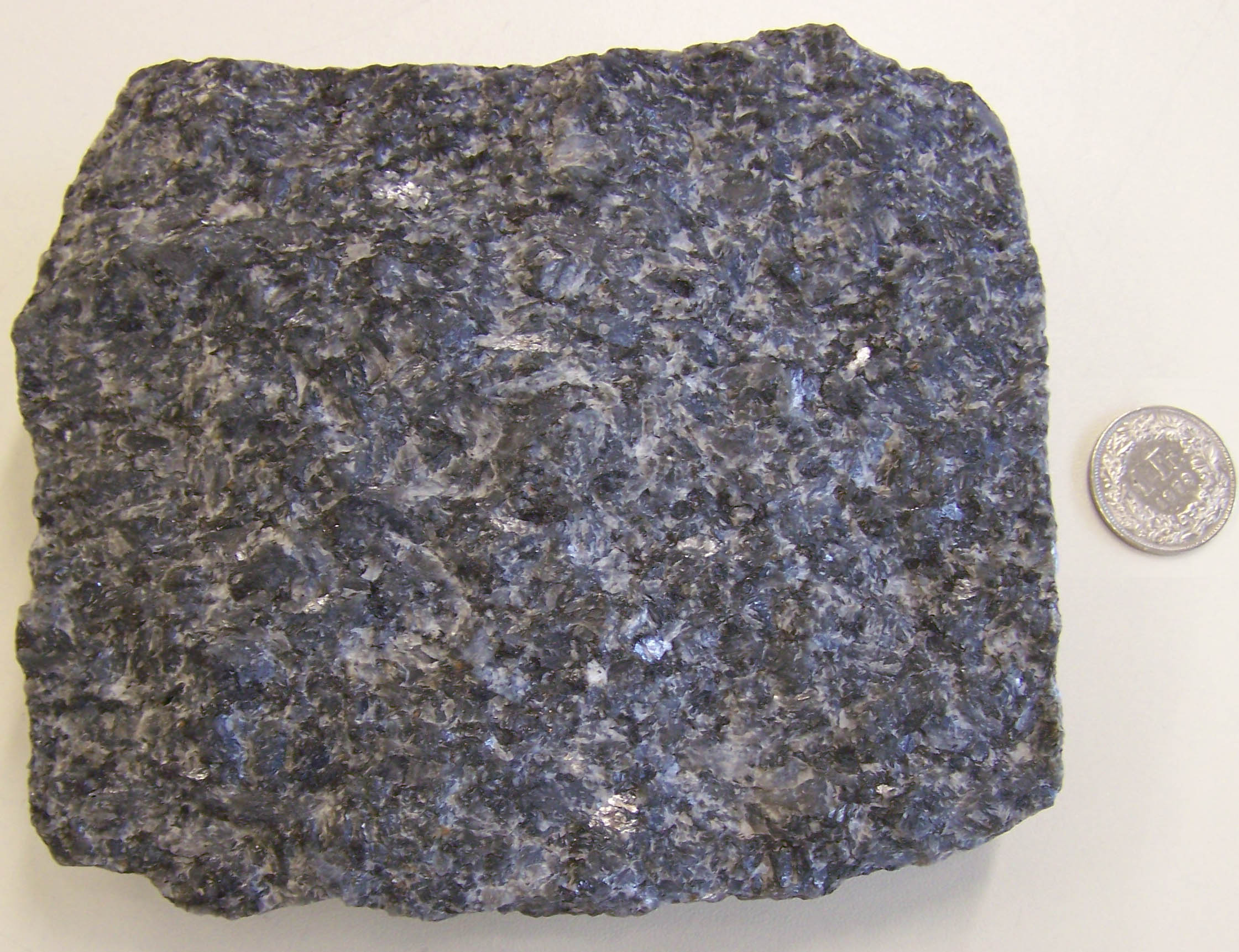
Larvikit (varietate de monzonit cu augit) din Larvik, Cvedalen, Norvegia. Colecția Universității Neuchâtel. Monedă de 1 franc elvețian (diametru 23,20 mm) pentru scară.

A nu se confunda cu mineralul monazit.
Monzonitul reprezintă un tip de rocă magmatică bogată în plagioclaz și feldspat potasit, în proporții aproape egale. În regiunea Tirol, Italia, există astfel de depozite, dar și în Montana, Norvegia, insula Sahalin. Se găsește de regulă în corpuri mici, eterogene, asociat cu diorite, piroxenite sau gabbrouri.